# Семеро одного не ждут
«Семеро одного не ждут» — восьмой студийный альбом российской рэп-группы Bad Balance, выпущенный 25 сентября 2009 года на лейбле 100Pro.
Альбом был записан на студии 100Pro Studio в Москве с 2008 по 2009 год. В записи альбома принял участие российский рэпер Mr. Simon, R&B-исполнители Ёлка, Страйк и Ирина «Шмель» Минина, а также радиоведущий Александр Нуждин. Музыку для альбома создали Мастер ШЕFF (под псевдонимом Сhill-Will), Al Solo, Роман Синцов и DJ Lenar. В записи альбома также приняли участие сессионные музыканты: диджей, битбокс и гитара. Все тексты для альбома написал Мастер ШЕFF.
Альбом был дополнен двумя видеоклипами на песни «Бит стучит» и «Хип-хоп в районах бедных». Также был выпущен видеоклип на трек «Стиль оригинальный».
Презентация альбома состоялась в московском клубе «Жара» 25 сентября 2009 года.

## Об альбоме
Согласно пресс-релизу альбома, в 1989 году, основатель группы Bad Balance, Влад Валов, будучи студентом первого курса высшей профсоюзной школы культуры и не имея средств на запись альбома на профессиональной студии, закопал в Ленинграде завёрнутую десятью рулонами изоленты аудиокассету, на которой находились его собственные демозаписи, сделанные под вырезанные биты с западных исполнителей, и пообещал самому себе записать их на качественной студии лишь спустя 20 лет, в 2009 году. Ту самую аудиокассету Валов выкопал в Санкт-Петербурге осенью 2008 года. Изучив материал, созданный в 80-е годы, участники группы Bad Balance принялись работать над альбомом. Чтобы воссоздать атмосферу тех лет, был подобран музыкальный материал, который вобрал в себя звуки ритмов и инструментов тех лет, смешанных с битбоксом и скретчами. Альбом был призван соединить воедино все частицы хип-хоп культуры: граффити, брейкданс, диджеинг и МС.
Первое упоминание о существовании неизданного альбома под названием «Семеро одного не ждут» встречается на переиздании альбома «Выше закона» в 1998 году: «„Выше закона“ официально не является первым альбомом группы Bad Balance, так как ему предшествовал альбом под названием „Семеро одного не ждут“, который был выпущен в 1989 и посвящался всем брейкдансерам».
В 2001 году на официальном сайте группы Bad Balance в разделе «История» было упомянуто, что альбом «Семеро одного не ждут» был закончен не в 1989 году, а летом 1990 года:
В начале 1990 года в Bad B. приходит Wolf, известный, как первый диджей страны, который сделал аппарат для скрейча из старой Веги и груды металлолома. Начались эксперименты в рэп-музыке и со своими собственными инструменталами. Весной того же года был написан первый музыкальный хит группы — «Ленинград». И уже к лету 1990 года был полностью готов первый альбом на базе домашней студии, который был назван «Семеро одного не ждут». Такое название было придумано по той причине, что Михей планировал присоединиться к группе, но не мог решиться приехать из Донецка в Питер, но слава о Bad B. набирала обороты, это и сыграло решающую роль в приезде Михея.
Ещё до выхода альбома в течение 2009 года на сайте группы было выпущено три видеоклипа на песни «Стиль оригинальный» (14 марта 2009 года), «Бит стучит» (3 июня 2009 года) и «Хип-хоп в районах бедных» (4 сентября 2009 года).

## Приём критиков
В 2009 году главный редактор сайта Rap.Ru, Андрей Никитин, раскритиковал альбом, написав, что «небезынтересный на уровне идеи альбом реализован неубедительно»:
Рассказывая про брейкданс и фарцовку, перечисляя модные марки и модные выражения тех лет, Мастер Шеff переливает из пустого в порожнее: контент альбома запросто уместился бы в сингле. Свежие идеи заканчиваются задолго до середины пластинки и в итоге сводятся к извечному «в наше время трава была зеленее и бабы красивее». Ближе к финалу Шеff и вовсе срывается в мемуары на уровне в какой ВУЗ поступил и в каком магазине работал.
В 2009 году редактор российского издания журнала Billboard, Люба Инжутова, положительно оценила альбом, отметив, что «архивы старейшей хип-хоп-группировки России ещё таят в себе сюрпризы»:
Остаться просто приятным воспоминанием о делах минувших альбому, впрочем, не дают знаки ушедшего времени, отпечатанные в самых злобных треках: к примеру, в «Скотах» камень летит в «мажоров, дебилов и быдло», пролезших в «мой рэп». Любой человек, хотя бы слегка знакомый с современным хип-хоп-ландшафтом, легко догадается, кого Валов имеет в виду.

## Чарты и ротации
По данным интернет-проекта Moskva.FM, песни «Человек-поэт» и «Стиль оригинальный» находились в ротации нескольких российских радиостанций с 2009 по 2015 год.
По данным российского музыкального портала Tophit, песня «Человек-поэт» находится в ротации с 21 сентября 2009 года.

## Список композиций
| №   | Название                                   | Текст песни | Музыка                        | Длительность |
| --- | ------------------------------------------ | ----------- | ----------------------------- | ------------ |
| 1.  | «Голос 80-х»                               |             | Сhill-Will, Р. Синцов         | 1:33         |
| 2.  | «Настоящий олд скул»                       | Мастер ШЕFF | Сhill-Will, Р. Синцов         | 4:01         |
| 3.  | «Стиль оригинальный»                       | Мастер ШЕFF | Al Solo                       | 4:00         |
| 4.  | «Бит стучит» (уч. А. Нуждин)               | Мастер ШЕFF | Сhill-Will, Р. Синцов         | 4:04         |
| 5.  | «Утюги» (уч. А. Нуждин)                    | Мастер ШЕFF | Al Solo                       | 4:03         |
| 6.  | «Формулы на каменных плитах» (уч. Ёлка)    | Мастер ШЕFF | Сhill-Will, Р. Синцов         | 4:01         |
| 7.  | «Контрабанда»                              |             | Сhill-Will, Р. Синцов         | 1:08         |
| 8.  | «Если сторону выбрал…»                     | Мастер ШЕFF | Al Solo                       | 3:49         |
| 9.  | «Beat Street — память!»                    |             | Al Solo, Сhill-Will, DJ Lenar | 0:45         |
| 10. | «Хип-хоп в районах бедных»                 | Мастер ШЕFF | Al Solo                       | 3:37         |
| 11. | «Пейзажи Бронкса»                          |             | Al Solo, Сhill-Will, DJ Lenar | 0:54         |
| 12. | «Питер – Москва»                           | Мастер ШЕFF | DJ Lenar                      | 3:51         |
| 13. | «It’s working (микрофоны горчат)»          |             | Al Solo, Сhill-Will, DJ Lenar | 0:43         |
| 14. | «Мафия (Крысы)»                            | Мастер ШЕFF | Al Solo                       | 3:47         |
| 15. | «Первые граффити»                          |             | Al Solo, Сhill-Will, DJ Lenar | 0:42         |
| 16. | «Тени за стеклом» (уч. Ёлка, Страйк)       | Мастер ШЕFF | Al Solo                       | 3:27         |
| 17. | «Всё повторяется»                          |             | Al Solo, Сhill-Will, DJ Lenar | 0:49         |
| 18. | «Скоты»                                    | Мастер ШЕFF | Al Solo                       | 3:51         |
| 19. | «Неподражаемый и свежий»                   |             | Al Solo, Сhill-Will, DJ Lenar | 0:40         |
| 20. | «Человек-поэт» (уч. Шмель)                 | Мастер ШЕFF | Al Solo                       | 3:55         |
| 21. | «Ханжос-Бронкс»                            | Мастер ШЕFF | Al Solo, Сhill-Will, DJ Lenar | 1:24         |
| 22. | «Создатели хип-хоп модели» (уч. Mr. Simon) | Мастер ШЕFF | Al Solo                       | 4:13         |
| 23. | «Семеро одного не ждут»                    | Мастер ШЕFF | Al Solo                       | 4:50         |

| №  | Название                     | Текст песни | Музыка                | Длительность |
| -- | ---------------------------- | ----------- | --------------------- | ------------ |
| 1. | «Бит стучит» (уч. А. Нуждин) | Мастер ШЕFF | Сhill-Will, Р. Синцов | 4:04         |
| 2. | «Хип-хоп в районах бедных»   | Мастер ШЕFF | Al Solo               | 3:37         |

## Участники записи
| - Мастер ШЕFF (он же Сhill-Will) — вокал, автор слов (2-6, 8, 10, 12, 14, 16, 18, 20-23), музыка (1, 2, 4, 6, 7, 9, 11, 13, 15, 17, 19, 21), продюсер альбома - Al Solo — вокал, музыка (3, 5, 8-11, 13-23) - Купер — вокал - Ёлка — вокал (6, 16) - Страйк — вокал (16) - Ирина «Шмель» Минина — вокал (20) - Mr. Simon — вокал (22) | - Роман Синцов — музыка (1, 2, 4, 6, 7), запись, сведение, мастеринг на студии 100Pro Studio в Москве - DJ Lenar — музыка (9, 11, 12, 13, 15, 17, 19, 21), скрейтч - LADUB — бит-бокс - A. Smile — бит-бокс - Айриш — гитара - В. Иванцов — гитара - Колямба — гитара - Rex Rocks — дизайн - Basket — дизайн |